# كارلوس تيرازاس
كارلوس تيرازاس (بالإسبانية: Carlos Terrazas)‏ هو لاعب كرة قدم ومدرب كرة قدم إسباني، ولد في 9 فبراير 1962 في بلباو في إسبانيا. لعب مع نادي ميرانديس.